# Rudolf Breslauer
Pour les articles homonymes, voir Breslauer.
Rudolf Werner Breslauer, né à Leipzig (Allemagne) le 4 juillet 1903 et mort en Europe centrale le 28 février 1945 (selon d'autres sources en 1944) à Auschwitz, est un photographe et cameraman allemand d'origine juive.

## Photographies et film de Rudolf Breslauer

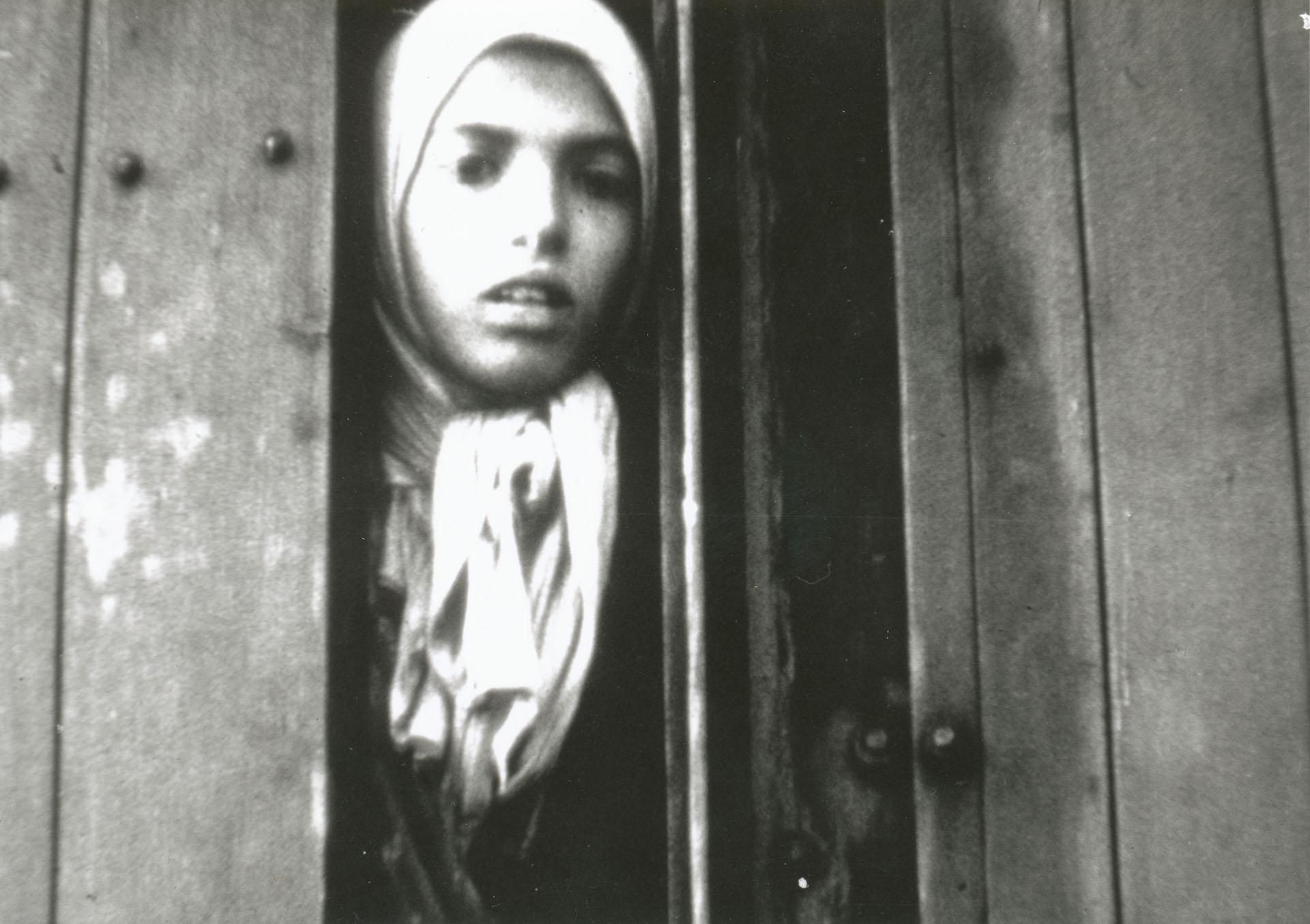
Settela Steinbach
- Transport vers Auschwitz (film)
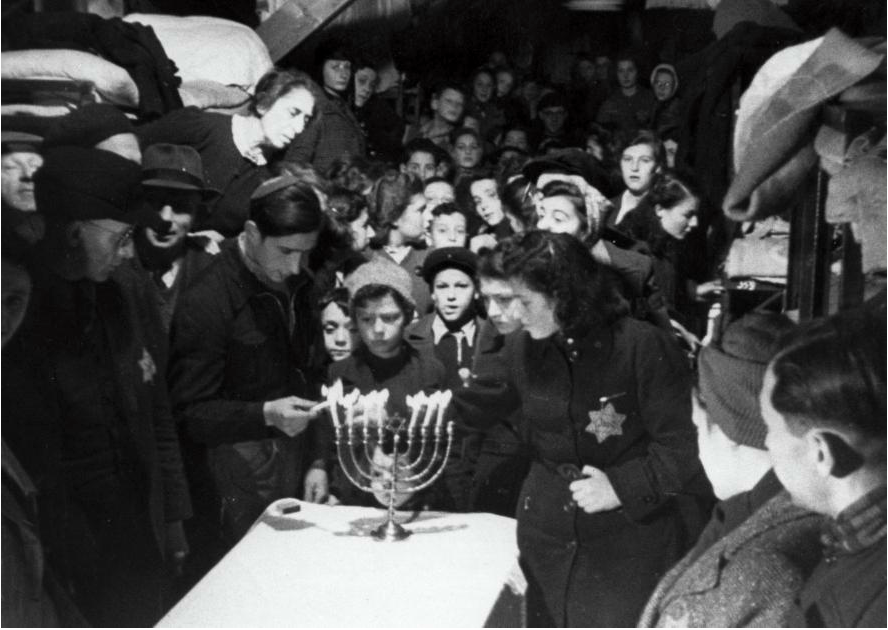
Hanoucca à Westerbork
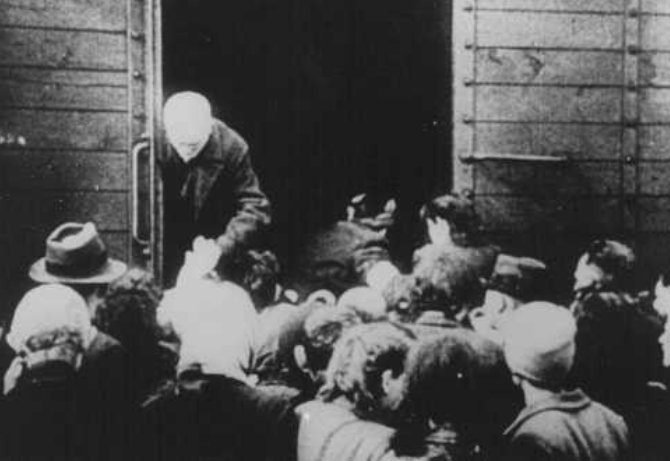
Transport vers Auschwitz